# غواصة صواريخ جوالة

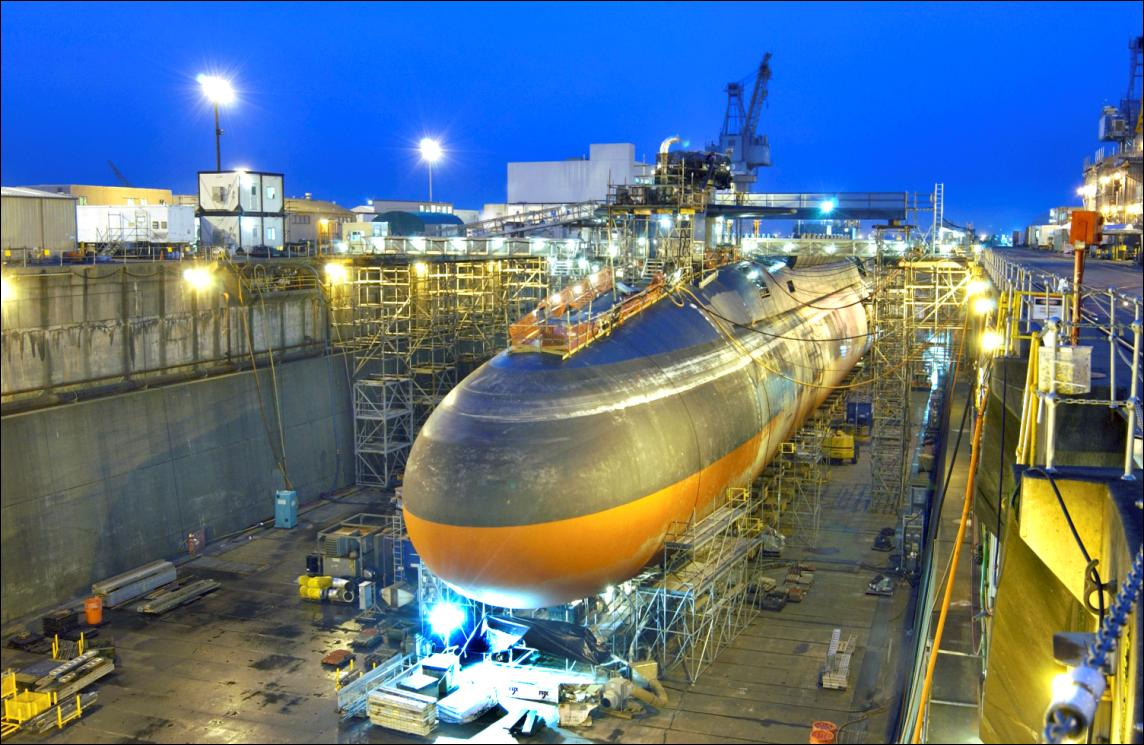
يو إس إس أوهايو (إس إس إن جي-726)، إحدى غواصات «نموذج أوهايو» المعروف، عند تطويرها في عام 2004.

غواصة صواريخ جوالة أو غواصة صواريخ كروز، هي غواصة مصممة خصيصًا لحمل وإطلاق صواريخ كروز، إضافة إلى الصواريخ المضادة للسفن والطوربيدات، ما يجعلها من أكثر الغواصات المعززة بقدرات على مهاجمة الأهداف السطحية والأرضية. لدى غواصات صواريخ الكروز القدرة على استهداف أهداف متعددة على في مناطق مختلفة في نفس الوقت، كما إن العديد منها قادر على حمل وإطلاق رؤوس حربية نووية، الأمر الذي يميزها عن غواصات الصواريخ الباليستية بسبب الاختلافات الكبيرة بين خصائص أنظمة الأسلحة بين النظامين الصاروخيين.

## غواصات صواريخ كروز
تعد الغواصة الأمريكية يو إس إس أوهايو (إس إس إن جي-726) من أشهر غواصات صواريخ الكروز حول العالم.